# Ámon isteni felesége
Ámon isteni felesége (ḥm.t nṯr n ỉmn) magas rangú főpapnő volt az ókori Egyiptomban; a XVII. dinasztia végétől kezdve gyakorlatilag Ámon főpapjának női párja.
Az isten felesége cím elsőként a X. és a XII. dinasztia idején tűnik fel, amikor az Ámon, Min és Ptah szolgálatában álló közrendű nők használták, igazi jelentőségre azonban az újbirodalom kezdetén tesz szert. Maga a cím utalás a fáraó isteni születésének mítoszára, mely szerint maga a főisten, Ámon nemzi a jövendő fáraót.
A pozíciót innentől legtöbbször vér szerinti hercegnő töltötte be, eleinte királynék, akik többnyire lányuknak adták tovább, az Újbirodalom végétől kezdve azonban Ámon isteni felesége nem ment férjhez, utódját örökbefogadta. Ugyanebben az időben Ámon isteni felesége fokozatosan egyre nagyobb hatalomra tett szert, végül már olyan előjogokat is birtokolt, melyek korábban csak fáraóknak jártak ki – nevét kártusba írhatta (a XX. dinasztia idejétől kezdve), előnevet vehetett fel (a XXI. dinasztia idejétől), és olyan jelenetekben ábrázolták őket, amilyenekben korábban csak a királyt, és még szed-ünnepet is tarthatott.
Az első királyné, akit Ámon isteni feleségeként említenek, Ahhotep, neki azonban csak a koporsóján tűnik fel, és lehet, hogy csak halála után ruházták rá. Az első, aki minden bizonyossággal már életében viselte a címet, leánya, Ahmesz-Nofertari volt, a XVIII. dinasztia (és az Újbirodalom) első fáraójának, I. Jahmesznek a felesége, aki gyakrabban használta ezt a címét, mint a nagy királyi hitves címet. Hatsepszut is gyakran hangsúlyozta az Ámon isteni felesége címet, és ez valószínűleg segítette abban, hogy végül fáraóként a trónra léphessen. Hatsepszut uralkodása után az Isten felesége címet főként a királyi családba beházasodott királynék viselték, a címmel járó hatalom és tekintély nagyban csökkent, egyidőben azzal, hogy a királyi család nőtagjai a háttérbe szorultak. A cím a XX. dinasztia idején tesz szert újra jelentőségre, amikor VI. Ramszesz ráruházza lányára, Iszetre. Ekkor indult el az a hagyomány, mely szerint Ámon isteni felesége cölibátusban él és örökbe fogadja a következő király lányát utódjául.
Ámon isteni felesége a harmadik átmeneti kor végén érte el politikai hatalmának csúcsát, mikor III. Oszorkon lányát, I. Sepenupetet jelölték ki erre a pozícióra. A cím i. e. 525-ben tűnik el végleg, mikor Anhnesznoferibré főpapnősége alatt a perzsák legyőzték Egyiptom utolsó szaiszi uralkodóját, III. Pszammetiket.

## Ámon isteni feleségeinek listája
| Név                | Dinasztia        | Megjegyzés                                                                   |
| ------------------ | ---------------- | ---------------------------------------------------------------------------- |
| Ahhotep            | XVII. dinasztia  | Szekenenré Ta-aa felesége (a cím csak koporsóján jelenik meg)                |
| Ahmesz-Nofertari   | XVIII. dinasztia | Szekenenré és Ahhotep leánya, I. Jahmesz felesége                            |
| Szitkamosze        | XVIII. dinasztia | valószínűleg Kamosze leánya; lehetséges, hogy csak halála után kapta a címet |
| Ahmesz-Meritamon   | XVIII. dinasztia | I. Jahmesz és Ahmesz-Nofertari lánya, I. Amenhotep felesége                  |
| Ahmesz-Szitamon    | XVIII. dinasztia | I. Jahmesz és Ahmesz-Nofertari lánya                                         |
| Hatsepszut         | XVIII. dinasztia | I. Thotmesz leánya, fáraó                                                    |
| Nofruré            | XVIII. dinasztia | Hatsepszut és II. Thotmesz leánya                                            |
| Iszet              | XVIII. dinasztia | III. Thotmesz anyja; csak halála után kapta a címet                          |
| Szatiah            | XVIII. dinasztia | III. Thotmesz felesége                                                       |
| Meritré-Hatsepszut | XVIII. dinasztia | Hui Ámon-papnő lánya, III. Thotmesz felesége                                 |
| Meritamon          | XVIII. dinasztia | III. Thotmesz és Meritré-Hatsepszut leánya                                   |
| Tiaa               | XVIII. dinasztia | II. Amenhotep felesége, IV. Thotmesz anyja                                   |
| Szitré             | XIX. dinasztia   | I. Ramszesz felesége, I. Széthi anyja                                        |
| Tuja               | XIX. dinasztia   | I. Széthi felesége, II. Ramszesz anyja                                       |
| Nofertari          | XIX. dinasztia   | II. Ramszesz felesége (a sírjában említik címét)                             |
| Tauszert           | XX. dinasztia    | II. Széthi felesége, majd fáraónő                                            |
| Iszet Ta-Hemdzsert | XX. dinasztia    | III. Ramszesz felesége, IV. Ramszesz és VI. Ramszesz anyja                   |
| Titi               | XX. dinasztia    | III. Ramszesz felesége                                                       |
| Duatentopet        | XX. dinasztia    | IV. Ramszesz felesége                                                        |
| Iszet              | XX. dinasztia    | VI. Ramszesz és Nubheszbed leánya                                            |

| Név                           | Uralkodói név          | Hatalmon      | Dinasztia        | Megjegyzés |
| ----------------------------- | ---------------------- | ------------- | ---------------- | --- |
| Maatkaré                      | Mutemhat               |               | XXI. dinasztia   | I. Pinedzsem és Duathathor-Henuttaui leánya |
| Henuttaui                     |                        |               | XXI. dinasztia   | II. Pinedzsem és Iszetemheb lánya |
| Karomama Meritmut             | Szitamon Mutemhat      |               | XXII. dinasztia  | talán II. Oszorkon lánya |
| Tasaheper (?)                 |                        |               | XXII. dinasztia  | |
| I. Sepenupet                  | Henemetibamon          | i. e. 754–714 | XXIII. dinasztia | III. Oszorkon lánya |
| I. Amenirdisz                 | Hanoferumut            | i. e. 740–700 | XXV. dinasztia   | Kasta és Pebatjma lánya |
| II. Sepenupet                 | Henutnoferumut Irietré | i. e. 710–650 | XXV. dinasztia   | Piye lánya, Amenirdisz unokahúga |
| II. Amenirdisz                |                        | i. e. 670–640 | XXV. dinasztia   | Taharka lánya, Sepenupet kijelölt örököse; nem tisztázott, betöltötte-e a pozíciót, mert az asszír megszállásnak véget vető I. Pszammetik a saját lányát jelölte ki rá                                 |
| I. Nitókrisz (III. Sepenupet) | Nebetnoferumut         | i. e. 656–586 | XXVI. dinasztia  | I. Pszammetik és Mehitenweszhet lánya |
| Anhnesznoferibré              | Hekatnoferumut         | i. e. 595–525 | XXVI. dinasztia  | II. Pszammetik és Tahuit lánya, Nitókrisz testvérének unokája; egyben Ámon főpapja is |
| II. Nitókrisz                 |                        |               | XXVI. dinasztia  | II. Jahmesz lánya, Anhnesznoferibré testvérének unokája, a papnői cím kijelölt örököse, egyben Ámon főpapja is; valószínűleg nem töltötte be Ámon isteni feleségének pozícióját a perzsa invázió miatt |